# القدم (يافع)

تعديل مصدري - تعديل

القدم هي إحدى قرى عزلة لبعوس بمديرية يافع التابعة لمحافظة لحج، بلغ تعداد سكانها 120 نسمة حسب تعداد اليمن لعام 2004.